# 蘆別神社

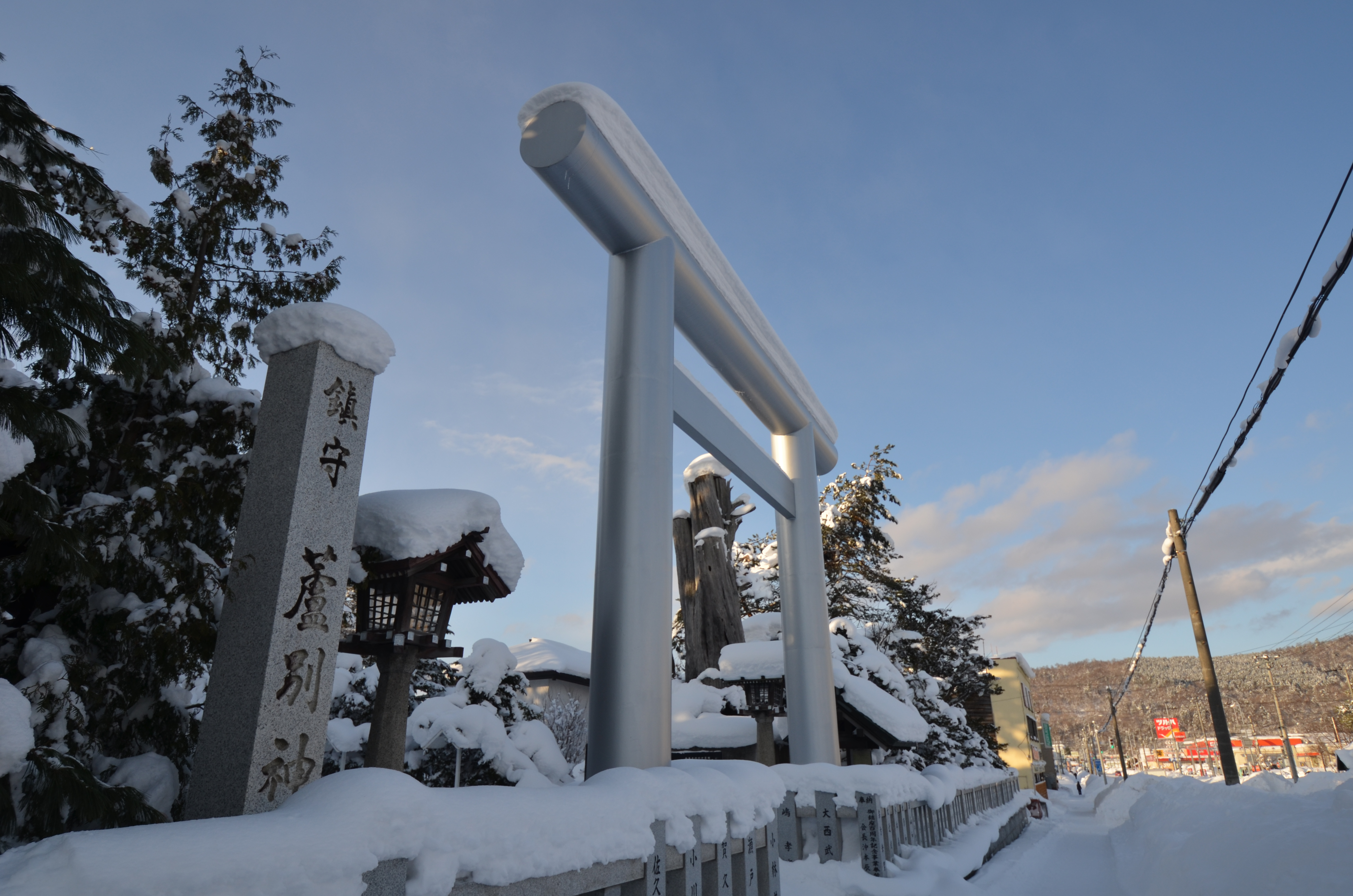
鳥居

蘆別神社（あしべつじんじゃ）は、北海道芦別市北3条西1丁目6番地にある神社である。『芦別市史』などの史料では「芦別神社」と書かれることもあるが、「蘆別神社」が正しい。

## 祭神
- 天照大御神（あまてらすおおみかみ）

このほか境内の芦別稲荷神社では宇迦之御魂大神（うかのみたまのおおかみ）、猿田毘古大神、大宮能売大神を祀っている。

## 由緒

### 芦別の開拓
北海道がまだ探検時代の安政4年（1857年）に、松浦武四郎は空知川の流域で大規模な石炭の露頭を発見していた。
開拓初期、石狩川の最大の支流である空知川流域は、滝川村に属していた。やがて滝川村から奈江村（現在の砂川市）が分村し、空知川の右岸を滝川村、左岸を奈江村とした。この頃、石炭の開発が本格化し、奈江村から歌志内、歌志内から赤平へ開拓者の入植が進み、炭坑や鉄道の敷設が行われた。
明治26年（1893年）、歌志内で魚商をしていた佐藤伝治郎は、空知川の支流のパンケホロナイ川で魚を調達していたが、事業が思わしくないため自らパンケホロナイ川の右岸（当時は下班渓＝現在の芦別市常磐町）に住み着く。これが芦別の開基である。
翌明治27年（1894年）の雪解けには、石川の沢口期一が率いる68戸が佐藤伝治郎の拓いた下班渓地区・西隣の次郎島地区（現在の芦別市福住町）に入植した。この時に下班渓神社を創建している。

### 神明社の創建
明治28年（1895年）には富山から朝山和一郎が率いる38戸（朝山団体）と、同じく富山から沢口期一を団長とする42戸（第二沢口団体）が空知川左岸の下芦別（現在の芦別市中心部）に入植した。
翌明治29年（1896年）、これらの入植者の中から、第二沢口団体の沼田次吉（官設の芦別駅逓所の取扱人）と畠野仁太郎（若連中の会長）の2人が発起人となり、36線南9号の角地（現在の芦別神社よりも南西）に神体として神明を祭祀する4尺（約1.2メートル）四方の小祠を建立した。神体は畠野仁太郎の父である交右衛門が作った御幣だった。この社を「神明社」と名付けたのが芦別神社の濫觴である。
創立は地域の山祭りに合わせた4月12日が選ばれた。この頃には芦別での石炭の採掘が始まっており、炭鉱の神である大山祇神の祭りが山祭りである。これにより春祭を4月12日、秋祭を9月12日と定め、秋祭を朝山・第二沢口の両団体合同で初めての祭典を行った。

### 対立と合社、無格社の認定
朝山団体と第二沢口団体との間には入植当初から軋轢があった。というのも、もともと下芦別には富山から根井清作が率いる根井団体と早川丹左衛門が率いる早川団体が入植する予定だったが、そこに割り込んだのが第二沢口団体だった。戸数では第二沢口団体の方が多く、根井団体と早川団体はこれに対抗するために急遽合同して朝山団体を作ったのだった。
明治30年（1897年）には沢口団体と根井団体の対立は修復不可能になり、根井団体は袂を分かって新たな神社を建立することとした。根井団体では37号線市街の北端（現在の芦別神社の位置）に「天照大神宮」を創建した。この場所が選ばれたのは将来の鉄道敷設と駅開設を見越してのことで、当時はこの神社の裏手が新駅設置の第一候補だった。神体は、団体の止意伊三太郎が日清戦争に従軍の際に下賜され、転戦して勲功をあげる間、欠かさず所持していた伊勢・天照皇大神宮の掛軸とした。この結果、下芦別に2つの神社を有することになった。
明治32年（1899年）、芦別郵便局の開局に際して、下芦別地区と南方の上芦別地区で誘致合戦となる。空知川と芦別川の合流地点で水運に恵まれ、大資本の入っていた芦別太（＝上芦別地区）が当初有力視されていたが、下芦別の巧みな都市計画が評価され、郵便局は下芦別に建設が決まった。これにより下芦別が芦別の中心地区となる。
明治33年（1900年）に空知川の左右両岸が芦別村として歌志内村から分村して成立し、下芦別に戸長役場ができた。当時の人口は1783人。この年に春祭は4月25日と改められた。芦別村の中心地には沢口団体の神明社と根井団体の天照大神宮の2社が並び立つ状況だったが、神道を統制する国の方針は、小神社の乱立はかえって神社の尊厳を損なうものとして廃社や合社を押し進めるものだった。北海道庁では、開拓を進める観点からこのような小神社の乱立を見て見ぬふりをしており、社格制度にあがってこない「無願社」として看過していた。
こうした状況はしばらく続いたが、明治38年（1905年）6月、日露戦争・奉天会戦（同年3月）の後、上芦別町から出征して戦死した軍馬を慰霊するために馬頭観世音の石仏を天照大神宮に建立するという事があった。これはすぐに神仏分離の観点から移設されてしまったが、正式な認可を受けていない小神社が並立していることは村民にとっても悩みの一つとなっていた。
この年の秋に日露戦争が終結すると共に、翌春に芦別村が二級町村に指定されることになった。これを受けて、かねてから懸案となっていた両神社の合社を図るため、9月25日に部落組合長の居嶋利吉が新社殿建築と合社を提案する部落総会を開き、賛成意見で一致した。これにより、建設委員を選出して翌明治39年（1906年）3月に社殿の建築工事に着工、9月に落成した。9月10日には芦別神社として無格社に認定された。この年は通常の秋祭日を変更して、9月22日に昇格祝いと新社殿の遷宮式を兼ねて盛大に秋祭が挙行した。餅まき、角力、芝居、獅子神楽、手踊などが催されて「開村以来未曾有の人出」となった。

### 村社への昇格
公認される以前より、神事の都度、歌志内神社の社掌だった新井関次郎を招聘して祭事を執行してきた。無格社に公認され、村が順調に発展すると、明治43年（1910年）の暮れに新井は芦別神社の正式な社掌となり、神職が常駐する神社となった。2012年現在も芦別市内では唯一神職がいる神社である。
この頃、村の人口は7500人に達し、氏子も218戸まで増加した。鉄道の敷設と下芦別駅開業が決まり、木材景気の高止まりや三菱炭鉱の開山も控えてさらなる村の発展が見込まれた。これらによって村社認定の要件を得たため、明治45年（1912年）4月に昇格の申請を行った。公認に先立ち、神体を改めるために伊勢神宮に分身申請を行なって、7月に新たな神体を下賜された。
ところが公認が内定し、新神体が歌志内まで到着した7月中旬、明治天皇が「御不例」（体調を崩し重体に陥った）となり、程なくして「御登龍」（崩御）してしまった。このため神体は歌志内神社に留め置かれ、大葬が営まれた後の9月22日に新しい神体の奉遷祭を行った。神輿、神馬、神職馬、長御幣、獅子、旗43本の行列で祝ったと記録されている。
明治帝の崩御によって公認の許可は大幅に遅れ、村社列格が認められるのは大正3年（1914年）の2月にずれこんだ。この年は明治天皇の遥拝式があったため、春祭は延期されて6月7日に催され、花相撲や曲馬、芸妓の踊りや芝居が夜まで続いた。
芦別村はその後も好況に押されて例祭も華やかに行われ、活動写真の上映、越中踊り（氏子である開拓者は富山出身者が多い）、獅子踊り、歌舞伎などが催され、当時の小樽新聞（北海道新聞の前身）でも『空前の盛況』と報じている。
明治の終わりには220戸ほどだった氏子の数は、大正の終わり頃には1550戸まで増えている。これは村社列格と国家神道統制に伴って芦別村全戸を氏子と公称していたためであるが、それでも実際の氏子数は420戸まで増えていた。

### 郷社への昇格
昭和に入って国家神道の統制が強化される中、昭和11年（1936年）に班渓神社が村社に公認されると、芦別村には2つの村社が併存することになった。蘆別神社としては郷社の昇格を果たすことで、2社併存を解消しようと考えた。
昭和15年（1940年）は皇紀2600年の節目であり、日本中で記念行事が営まれた。折りしも芦別村では翌年から芦別町に昇格することが決まり、これを契機として昭和15年2月11日（紀元節）に郷社申請することを決定した。氏子は郷社の基準を満たすために境内の整備を行い、実際に出願に至ったのは6月だった。
北海道では開基以来、無許可の新神社設立には寛容な方針だったが、公認神社の昇格には様々な厳しい基準や審査を設けていた。出願から約9ヶ月を経て、蘆別神社が受けた回答は次のようなものだった。(1)本殿を改築すること(2)これにあたっては現状では一体となっている本殿と幣殿を別棟とすること(3)これらを新築の玉垣や透塀で囲い、然るべき厳粛な装いとすること。
これを受け、氏子総会で出資を議決して昭和17年（1942年）の夏に新社殿・幣殿の落成をみた。8月26日に再出願を果たすが、この際に「9月12日の例大祭に間に合うよう」早期の許可を願い出たところ、9月3日に許可となり、郷社に列格となった。同時に神饌幣帛料供進社となり、例祭に公費が支給されることになった。この年の秋季例大祭は昇格を兼ねた大祭となった。この頃の人口は約4000世帯、約20000人である。

### 戦後
太平洋戦争が集結すると国家神道はGHQによって解体され、新しく設立された神社本庁に加入した。
戦後も芦別では炭鉱が順調で、市内の飲食店組合では戦前から変わらず芸妓を出して賑わいを見せていた。やがて彼ら独自で稲荷神社を勧請することになり、昭和36年（1961年）、京都の伏見稲荷大社の鎮座1250年奉祝祭に合わせて分霊した芦別稲荷神社を境内に建立した。稲荷神社の祭りは不定期に催されたが、祭の日は市内の飲食店はみな休業して参加し、華やかで女性的な祭りをおこなった。しかし、昭和40年代には石炭産業が衰退し、祭りも往年の活況を失った。

### 現代
芦別市内では唯一、神職のいる神社であり、市内の主要な神社の祭祀はすべてこの神社の宮司によって執り行われている。そのため各神社の祭事が集中する春と秋は日取りが重ならないように日程が組まれている。
毎年7月の芦別市の最大行事、芦別健夏山笠（あしべつけんかやまかさ）の開始に際しては、当神社に安全祈願の参拝を行うことになっている。

## 社殿
本殿は神明造、拝殿は大社造である。

## 交通
- JR北海道根室本線芦別駅より徒歩5分